# Championnat de Hong Kong de rugby à XV
Le championnat de Hong Kong de rugby à XV, officiellement dénommé Men's Premiership, est une compétition annuelle mettant aux prises les meilleurs clubs semi-professionnels de rugby à XV à Hong Kong.

## Equipes actuelles
| Club                   | Création | District     | Stade                           | Capacité |
| ---------------------- | -------- | ------------ | ------------------------------- | -------- |
| Hong Kong Cricket Club | 1851     | Wan Chai     | Aberdeen Sports Ground          | 9 000    |
| Hong Kong Scottish     | 2011     | Sham Shui Po | Shek Kip Mei Park               | 1 440    |
| Hong Kong FC           | 1886     | Wan Chai     | Hong Kong Football Club Stadium | 2 750    |
| Kowloon RFC            | 1976     | Kowloon City | King's Park                     | 3 000    |
| USRC Tigers RFC        | 1978     | Kowloon City | King's Park                     | 3 000    |
| Valley RFC             | 1975     | Happy Valley | Happy Valley Racecourse         | 2 000    |

## Palmarès
- 2011 : Kowloon RFC[1]
- 2012 : Kowloon RFC[1]
- 2013 : Kowloon RFC[1]
- 2014 : Valley RFC[1]
- 2016 : Valley RFC[1]
- 2017 : Valley RFC[1]
- 2019 : Hong Kong FC[2]
- 2020 : Hong Kong FC[2]
- 2021 : Hong Kong FC[2]
- 2022 : Hong Kong FC[2]
- 2023 : Hong Kong FC